# Makélékélé
Makélékélé est  le premier arrondissement subdivision de la commune de Brazzaville, capitale de la république du Congo.

## Géographie
L'arrondissement est situé au centre de Brazzaville, il est limité à l'ouest par la rivière Djoué qui le sépare de Madibou. Au nord la Mfilou marque la limite avec l'arrondissement de Mfilou, avant de traverser une partie de Makélékélé.
|         | Mfilou       | Moungali |
| Madibou | Makélékélé   | Bacongo  |
|         | Fleuve Congo |          |

## Histoire
L’arrondissement 1 Makélékélé est créé en 1959.

## Quartiers
L'arrondissement est divisé en 11 quartiers :
- 101	Centre Sportif
- 102	Mayoma
- 103	Météo
- 104	Moukoudzi Ngouaka
- 105	Ngangouoni
- 106	Diata
- 107	Kingouari
- 108	Kinsoundi
- 109	Niania Sita dia tsiolo
- 110	Mamba
- 111	Ngoma